# Marcel Reichwein
Marcel „Cello“ Reichwein (* 21. Februar 1986 in Hadamar) ist ein ehemaliger deutscher Fußballspieler auf der Position eines Stürmers, der als Profi für die Drittligisten Wuppertaler SV, SSV Jahn Regensburg, FC Rot-Weiß Erfurt und Preußen Münster  sowie die Zweitligisten Rot-Weiss Ahlen und  VfR Aalen spielte. Seit 2023 arbeitet er als Co-Trainer des 1. FC Bocholt in der Regionalliga West.

## Karriere
In der Jugend spielte Reichwein bei den Sportfreunden Eisbachtal und wechselte mit 15 Jahren zu Bayer 04 Leverkusen. Mit der U19 des Vereins spielte er in der A-Jugend-Bundesliga West und erzielte in seinem zweiten Jahr 21 Tore in 20 Spielen. 2005 rückte er in die zweite Mannschaft des Vereins in der Regionalliga Nord auf.
2006 wechselte er innerhalb der Liga zum Wuppertaler SV Borussia. Nach nur zehn Regionalliga-Einsätzen im ersten Jahr wurde der Stürmer kurz nach Beginn der Saison 2007/08 zusammen mit seinem Mannschaftskollegen Thomas Litjens an den Ligakonkurrenten Kickers Emden ausgeliehen. Obwohl er dort in der Hinrunde meist nur Einwechselspieler war und auch in der Rückrunde nur dreimal über die volle Spielzeit spielte, erzielte er bei seinen 30 Einsätzen für die Ostfriesen zehn Tore. Nach der Saison bei den Kickers kehrte er zu Beginn der Saison 2008/09 zurück nach Wuppertal. Der Wuppertaler SV hatte sich im Jahr zuvor für die neu eingeführte 3. Liga qualifiziert. In der neuen Profiliga konnte er sich erfolgreich als Stammspieler behaupten und spielte in 36 der 38 Saisonspiele, wobei ihm sieben Tore gelangen.
Zur Saison 2009/10 verpflichtete ihn der Zweitligist Rot Weiss Ahlen. Die Mannschaft stand jedoch zur Winterpause mit nur acht Punkten mit großem Rückstand auf dem letzten Platz. Die Ahlener rüsteten ihren Sturm mit vier neuen Spielern auf, woraufhin Reichwein sich im Januar 2010 dem Drittligisten SSV Jahn Regensburg anschloss. Dort blieb er jedoch nur bis zum Ende der Saison.
Im Sommer 2010 wechselte Reichwein zum Ligakonkurrenten FC Rot-Weiß Erfurt, bei dem er einen Zweijahresvertrag unterzeichnete. Dort kam dann seine erfolgreichste Zeit. Im ersten Jahr spielte er fast jede Partie und traf als bester Torschütze des Teams 12 Mal. In der Saison 2011/12 blieb er eine zuverlässige Kraft im Sturm und wurde mit 17 Treffern und fünf Torvorlagen Torschützenkönig der 3. Liga.
Nach Ablauf seines Vertrages in Erfurt wechselte er im Sommer 2012 zum VfR Aalen, der zuvor in die 2. Bundesliga aufgestiegen war. Bei den Aalenern unterzeichnete er einen Zweijahresvertrag. In der folgenden Saison 2012/13 kam Reichwein zwar auf 29 Einsätze, spielte davon aber nur sechs Mal über die vollen 90 Minuten. Bei seinen Einsätzen nominell zwar die einzige Sturmspitze in einem 4-5-1-System, spielte er faktisch in dem defensiv ausgerichteten Spielkonzept des Aufsteigers viel über die Außenbahnen im Mittelfeld, sodass er über die gesamte Saison nur auf fünf Tore und vier Torvorlagen kam. In der folgenden Saison 2013/14 bestritt er die ersten vier Spiele jeweils von Beginn an, verlor dann aber seinen Stammplatz. Insgesamt kam er im Lauf der Saison auf 21 Einsätze, wurde dabei meistens aber erst in der Schlussphase eingewechselt und stand nur drei weitere Male in der Startelf, dabei erzielte er lediglich zwei Tore sowie zwei Torvorlagen.
Im Sommer 2014 verließ Reichwein die Aalener und wechselte zum Drittligisten Preußen Münster. Mit den Westfalen scheiterte er zweimal am Aufstieg in die 2. Bundesliga. Nach zwei Jahren und 18 Toren für die Preußen verließ er den Klub im Sommer 2016 ablösefrei. Zur Saison 2016/17 wechselte Reichwein zur Zweitvertretung des VfL Wolfsburg in die Regionalliga Nord.
Zur Saison 2017/18 v verpflichtete ihn der West-Regionalligist KFC Uerdingen 05. Nachdem Reichwein mit dem KFC in die 3. Liga aufgestiegen war, wurde er von Trainer Stefan Krämer vor Beginn der neuen Saison wettbewerbsübergreifend freigestellt. Am 29. Januar 2019 wurde Reichwein vom Regionalligisten TSV Steinbach Haiger unter Vertrag genommen, blieb dort aber nur bis zum Saisonende.
Im Juli 2019 gab dann der Oberligist Holzwickeder SC die Verpflichtung von Reichwein bekannt. Bis zur aufgrund der COVID-19-Pandemie angeordneten Saisonpause kam der Stürmer auf 19 Ligaspiele, in denen er neun Tore schoss. Im Anschluss an die Spielzeit wechselte er im Sommer 2020 zum Landesligisten Türkspor Dortmund. Nachdem seine erste Saison dort aufgrund der COVID-19-Pandemie ebenfalls vorzeitig abgebrochen wurde, erreichte er mit der Mannschaft in der darauf folgenden Spielzeit 2021/22 den Aufstieg in die Westfalenliga, wobei Reichwein selbst dabei 35 Tore in 30 Spielen gelangen. Nach dem Aufstieg verließ er im Sommer 2022 den Verein und schloss sich dem künftigen Ligakonkurrenten Lüner SV an. Zum Beginn der Saison 2023/24 kehrte Reichwein zum in die Oberliga Westfalen aufgestiegenen Türkspor Dortmund zurück, und beendete seine Karriere al Fußballspieler im März 2024.

### Trainerkarriere
Zur Saison 2023/24 wurde Reichwein unter Dietmar Hirsch Co-Trainer beim 1. FC Bocholt in der Regionalliga West.

## Erfolge
Persönlich
- Torschützenkönig der 3. Liga: 2012

Mit der Mannschaft
- Aufstieg in die 3. Liga: 2018 mit dem KFC Uerdingen
- Westfalenpokal: 2014 mit Preußen Münster
- Niederrheinpokal: 2007 mit dem Wuppertaler SV

## Privates
Reichwein ist mit Anja verheiratet. Das Paar lebt in Dortmund und hat zwei Kinder.